# Carnaval da Polônia

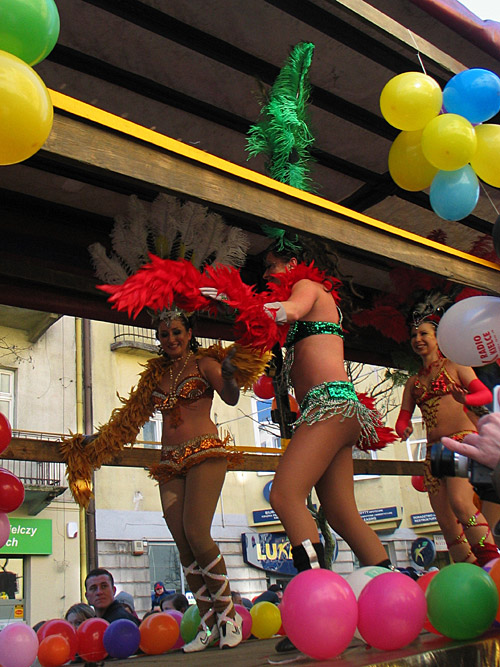

No  Carnaval polonês inclui-Se a Fat quinta-feira (em polonês/polaco:  Tłusty Czwartek, um dia para comer pączki (rosquinhas) e Śledziówka (terça-feira gorda) ou Herring dia. A terça-feira, antes do início da Quaresma é também frequentemente chamado Ostatki (literalmente "dura"), que significa o último dia antes do tempo quaresmal.
A maneira tradicional para celebrar o Carnaval na Polônia é o Kulig, um cavalo de passeio de trenó cobertos de neve em todo campo. Cada vez mais hoje, especialmente entre os mais jovens, o carnaval é visto como uma desculpa para uma explosão de festa e noite Clubbing, e está se tornando cada vez mais comercializado em muitas lojas exibindo seleções especiais de mercadorias e roupas extravagantes para a época de Carnaval.